# Ivatuba
Ivatuba är en kommun i Brasilien.   Den ligger i delstaten Paraná, i den södra delen av landet, 1 000 km sydväst om huvudstaden Brasília. Antalet invånare är 3 008.
Trakten runt Ivatuba består till största delen av jordbruksmark. Runt Ivatuba är det ganska glesbefolkat, med 34 invånare per kvadratkilometer.